# 황천순
황천순(黃千淳, 1973년 1월 31일 ~ )은 대한민국의 제6·7·8대 충청남도 천안시의원이다.

## 학력
- 천안남산국민학교 졸업
- 계광중학교 졸업
- 북일고등학교 졸업
- 1992 충남대학교 학사 졸업

### 비학위 수료
- 충남대학교 행정대학원 자치행정학 석사 졸업
- 단국대학교 공공관리학과 박사과정 재학 중

## 경력
- 충남대학교 총학생회 사무국장
- 세이백화점 노동조합 위원장
- 열린우리당 충남도당 천안시 을 청년위원장
- 양승조 국회의원 보좌관
- 천안시·아산시 경실련 회원
- 용곡초등학교 학부모 운영위원
- 천안북일고등학교 총동문회 부회장
- 2008 충청남도 천안시의회 후보
- 2010.07 ~ 2014.06 제6대 충청남도 천안시의회 의원
- 2010.07 ~ 2012.07 제6대 충청남도 천안시의회 전반기 총무복지위원회 위원
- 2010.07 ~ 2012.07 제6대 충청남도 천안시의회 전반기 예산결산특별위원회 위원
- 2012.07 ~ 2014.06 제6대 충청남도 천안시의회 후반기 산업건설위원회 위원
- 새정치민주연합당 충남도당 정책국장
- 2014.07 ~ 2018.06 제7대 충청남도 천안시의회 의원
- 2014.07 ~ 2016.07 제7대 충청남도 천안시의회 전반기 건설도시위원회 위원
- 2016.07 ~ 2018.06 제7대 충청남도 천안시의회 후반기 건설도시위원회 위원장
- 2017.04 ~ 2017.05 제19대 대통령선거 더불어민주당 중앙선거대책위원회 공보단 부대변인
- 2017.04 ~ 천안불당고등학교 운영위원장
- 2018 양승조 충남도지사 당선인 인수위원회 비서실장
- 2018.07 ~ 2022.06 제8대 충청남도 천안시의회 의원
- 2018.07 ~ 2020.07 제8대 충청남도 천안시의회 전반기 행정안전위원회 위원
- 2018.07 ~ 2020.07 제8대 충청남도 천안시의회 전반기 윤리특별위원회 위원
- 2020.07 ~ 2022.06 제8대 충청남도 천안시의회 후반기 의장
- 2020.07 ~ 2022.06 제8대 후반기 전국시군자치구의회의장협의회 부회장(충남대표회장)

## 역대 선거 결과
|  | 32.31% |

|  | 29.75% |

|  | 28.33% |

|  | 46.49% |